# ECA Sindel
SINDEL, hoy ECA-Sindel, es una empresa italiana que opera en todo el mundo en el diseño, fabricación, instalación y mantenimiento de simuladores profesionales navales, tácticos y operativos. ECA-Sindel también fabrica sistemas integrados con fines de entrenamiento en operaciones de guerra conjuntas por tierra, mar y aire, llamados Joint Warfare Simulator.

## Nombre
La elección del nombre Sindel fue hecha en referencia a un predecesor ilustre en la historia de la tecnología italiana. La primera compañía de este nombre fue una empresa fundada en 1956 por un grupo de ex empleados de Microlambda (en 1960 la sociedad Selenia habría nacido de la fusión de estas sociedades) entre los pioneros de la tecnología radar italiana de la posguerra.

## Historia
Fundada en 1982, Sindel inició sus actividades desarrollando sistemas de simulación para la formación de los operadores de radar creando aparatos electrónicos que simulan un ambiente náutico real.
La compañía se ha situado desde los primeros años en un nicho del mercado de los simuladores, que se caracterizaba entonces por las grandes empresas que fabricaban sistemas óptico-mecánicos dirigidos por grandes y caros mainframes; los productos de Sindel, todavía, estaban basados en el software específico instalado en computadores comerciales estándares. Estos simuladores son más adecuados para las escuelas de navegación, y para otras instituciones más pequeñas de las grandes organizaciones nacionales como las academias militares, o los institutos de radar.
Desde el principio la empresa ha colaborado con el Instituto Radar Guglielmo Marconi de Génova, que ha ofrecido a Sindel los conocimientos indispensables para desarrollar un sistema de formación válido para los operadores de radar. La funcionalidad de este sistema ha ido evolucionando gradualmente para garantizar la adecuada estimulación de los radares con capacidad ARPA, con sondas de profundidad y sistemas de gobierno, tales como el timón y el telégrafo de máquinas.
Con los años, siguiendo la evolución de los sistemas reales instalados a bordo los simuladores navales se han convertido en sistemas ricos y complejos con muchos componentes como las cartas electrónicas de navegación ECDIS, los ayudantes de navegación radio AIS, y los sistemas de comunicación GMDSS.
De 2002 a 2006 la compañía desarrolló el ASWTT, un sistema integrado de simulador de combate antisubmarino para la Armada surcoreana.
En 2006, la marca Sindel fue adquirida por el grupo francés ECA SA, y desde momento opera con el nombre extendido de ECA Sindel. La adquisición por el grupo ECA, activo en el campo de la robótica marina, ha ampliado las áreas de aplicación de los sistemas de simulación, con los simuladores de robots sumergidos ROV, AUV,  y UUV.